# بلوزة وجدية

البلوزة الوجدية لباس تقليدي نسوي منتشر بجهة الشرق بالمملكة المغربية، وبالأخص بمدينة وجدة، والبلوزة قماش يخاط به الثوب ويضاف إليه الصدر المطرّز ومرصع بالأحجار الملونة ومعبأ بالعقيق. وهو لباس شبيه بالبلوزة الوهرانية، يعكس عمق الروافد الثقافية والإبداعية للمرأة في هذه المنطقة منذ القدم، فالبلوزة متأثرة بالهجرات الأندلسية المتعددة وبالخصوص الهجرة التي وقعت بعد طرد الموريسكيين من إسبانيا وتمركزهم بالمنطقة، كما يظهر جليا في اسم هذه اللباس بلوزة (بالإسبانية: blusa)، بالإضافة للتواجد العثماني التركي بالمغرب الأوسط الذي ترك بصمته هو الأخر في تقاليد المنطقة. تستضيف مدينة وجدة سنويا مهرجان خاص بالبلوزة الوجدية يهدف إلى “إعطاء إشعاع وطني للباس البلوزة” وتطويره ليساير العصر والموضة، في أفق تسهيل تسويقه كونه “تراثا خاصا بالمرأة الشرقية”.